# Calle del General Castaños
La calle del General Castaños es una vía pública de la ciudad española de Madrid, situada en el barrio de Justicia, distrito Centro.

## Descripción
La vía, que fue un callejón sin salida conocido como «de las Ánimas», discurre desde la plaza de las Salesas hasta la calle de Génova. Con el título actual honra al matritense Francisco Javier Castaños Aragorri Urioste y Olavide (1758-1852), militar que se destacó durante las guerras revolucionarias francesas y la guerra de la Independencia Española; sus méritos fueron reconocidos con la creación del ducado de Bailén, del que fue el primer titular hasta su fallecimiento. Aparece descrita en Las calles de Madrid (1889) de Hilario Peñasco de la Puente y Carlos Cambronero con las siguientes palabras:

General Castaños. Esta calle va desde la plaza de las Salesas á la calle de Orellana. Antiguamente era un callejón sin salida, que se llamaba de las Ánimas. D. Francisco Javier Castaños, duque de Bailén, nació en 1756. Al mando de un ejército reducido venció al general francés Dupont, terror del Norte, en la batalla de Bailén, cuyo hecho le valió el ascenso á Capitán General. Era modesto, afable, cariñoso, y conservó hasta en sus últimos años el buen humor, que forma una nota saliente de su carácter. Murió en 1852. El ducado de Bailén se creó en 12 de Julio de 1834. El núm. 1 es el edificio construído recientemente para la instalación de los Juzgados de primera instancia.
(Peñasco de la Puente y Cambronero, 1889, p. 241)